# Escuela de Mayo
La Escuela de Mayo o Círculo de Mayo (en checo: Májovci) fue un movimiento literario impulsado por jóvenes escritores checos de mediados del siglo XIX, cuyo objetivo era crear una nueva literatura en checo que reflejara su visión nacionalista y liberal, y que al mismo tiempo fuera menos provinciana y más cosmopolita, insertando la literatura checa en el contexto europeo y prestando mayor atención a la realidad social.
El nombre del grupo proviene de que se dio a conocer con la publicación en 1858 de un almanaque literario titulado Maj ('Mayo'), por el poema homónimo de Karel Hynek Macha, a quien consideraban el precursor de los cambios que proponían.
Formaron parte de la Escuela de Mayo, entre otros, Jan Neruda, Vítězslav Hálek, Karolina Světlá, Jakub Arbes, Rudolf Mayer y Václav Šolc.